# Therese de Brunswick-Wolfenbüttel
Prințesa Therese Natalie de Brunswick-Wolfenbüttel-Bevern (4 iunie 1728 &ndashl 26 iunie 1778) a fost o nobilă germană. A fost membră a Casei de Welf și prințesă-stareță a Mănăstirii Gandersheim.

## Biografie
Therese Natalie a fost a șasea fiică a Ducelui Ferdinand Albert al II-lea de Brunswick-Bevern (1680-1735) și a soției acestuia, Prințesa Antoinette Amelie de Brunswick-Lüneburg (1696-1762), o fiică a Ducelui Louis Rudolph de Brunswick-Wolfenbüttel și a Prințesei Christine Louise de Oettingen-Oettingen. Therese Natalie a fost verișoară primară a Arhiducesei Maria Theresa a Austriei, regină a Ungariei și Boemiei. Ea a fost cumnata regelui Frederic al II-lea al Prusiei.
Eforturile de a o căsători cu un Arhiduce de Austria sau cu un prinț francez nu au reușit pentru că ea a fost dispusp să se convertească la credința catolică. În noiembrie 1750 a fost numită membră a Mănăstirii Gandersheim. Elisabeta de Saxa-Meiningen, stareța mănăstirii, a murit îm 1766, după ce a deținut funcția 53 de ani. Therese Natalie a succedat-o. Ea a fost întronată la 3 decembrie 1767.
Therese Natalie a stat deseori la curtea fratelui ei, Karl I, Duce de Brunswick-Wolfenbüttel. A murit la Gandersheim  la 26 iunie 1778, la vârsta de 50 de ani.